# Paillant
Paillant (Haïtiaans-Creools: Payan) is een stad en gemeente in Haïti. De gemeente maakt deel uit van het arrondissement Miragoâne in het departement Nippes.
Paillant is een relatief nieuwe gemeente. Ze is middels een wet van 1 april 2002 afgesplitst van de gemeente Miragoâne en heeft 17.300 inwoners.

## Indeling
De gemeente bestaat uit de volgende sections communales:
| Nr. | Naam     | Km²   | Inw.2015 |
| --- | -------- | ----- | -------- |
| 1   | Salagnac | 34,65 | 9.350    |
| 2   | Bezin II | 28,62 | 7.982    |